# Ciudad Perico
Perico és una ciutat de la província de Jujuy, Argentina. És al nord-oest del departament El Carmen, a 30 km de la capital provincial San Salvador de Jujuy, i en la denominada vall dels Pericos. El riu Perico corre pocs quilòmetres al nord de la ciutat, a escassos 10 km de la seva desembocadura sobre el riu Gran de Jujuy; per altra banda, els terrenys de l'aeroport Internacional Horacio Guzmán fixen un virtual límit aquest a la ciutat. Encara que jove, Ciutat Perico és una de les localitats més importants de la província, a això van contribuir la seva condició de nus de ferrocarril, i les plantacions tabaqueres de la zona. En els últims anys la seva proximitat a la capital provincial —amb la qual es troba vinculada mitjançant una autopista sobre la ruta Nacional 66—, i la seva comunicació aèria i vial han impulsat el creixement de la regió.

## Història
La zona de la vall dels Pericos va ser una de les primeres a ser colonitzades pels espanyols durant el segle xvi, prova d'això és que la zona ja era cridada amb aquest nom un temps abans de la fundació de San Salvador de Jujuy. Diversos espanyols van ser beneficiats amb els repartiments de terres d'aquestes zones en aquesta etapa, les quals van ser conreades amb blat de moro, vinyers i fruiters fonamentalment. La ubicació en l'estratègica ruta cap a Lima, va afavorir el desenvolupament de la zona, que després es va convertir en una important productora de mules.
Encara que les localitats de Perico de San Antonio de Jujuy i El Carmen de Perico van ser fundades un segle abans, la població més pròspera de la vall no seria fundada sinó fins al segle xx, quan la Legislatura Provincial crea mitjançant la Llei Nº 227 la comissió municipal d'Estació Perico el dia 29 d'octubre de 1913.
Durant els anys 1910, comença la construcció de les dues línies de ferrocarril que confluïxen en Perico: la primera comunicava a la ciutat de San Salvador de Jujuy amb Buenos Aires, i la segona neix aquí per a arribar fins a la ciutat salteña de Pocitos, en el límit amb Bolívia, encara que l'any 2006 només funcionava aquesta última.
És llavors quan la zona comença a ser cridada Estació Perico, encara que també la hi conoción com Senda de Medina i Juan Domingo Perón. La línia de ferrocarril va conformar una zona coneguda en la província com el Ramal, sobre la qual es van desenvolupar les ciutats amb més creixement de la província (com San Pedro de Jujuy i Libertador General San Martín), Ciutat Perico pugues considerar-se una d'elles, ja que se situa en la capçalera del ramal.
El 19 d'abril de 1967 el governador Horacio Guzmán va inaugurar l'aeroport Internacional anomenat en aquells dies El Cadillal, el nom del qual seria canviat al d'Horacio Guzmán anys més tard com homenatge a qui ho va inaugurar.
Aquest mateix dia la localitat rep el nom de Ciutat Perico. Mentrestant la producció tabacalera seguia creixent, passant a formar un dels pilars productius de la província, i en 1969 es forma la Cooperativa de Tabacaleros de Jujuy, que era a 2006 la principal exportadora de tabac Blue Virginia del país. Aquests dos fets van ser molt importants en la vida de la ciutat, que gairebé va triplicar la seva població entre els anys 1980 i 2001.
La Zona Franca de Perico promet ser un nou impuls a la ciutat, proveint d'avantatges impositius a les empreses que es radiquin en la zona i comunicació viària amb els ports de l'Atlàntic i el Pacífic.

## Toponímia
El nom de Perico va ser donat a la zona durant les primeres èpoques de la colonització espanyola; es creu que té a veure amb el avistamiento d'aquestes aus, encara que no se sap amb certesa. El nom d'Estació Perico va ser mutado a Ciutat Perico en 1967 quan el poblat va veure acrescuda la seva importància amb la inauguració de l'aeroport internacional.

## Població
Tenia 36.320 habitants (INDEC, 2001), el que representa un increment del 41,1% enfront dels 25.749 habitants (INDEC, 1991) del cens anterior. Aquesta magnitud la situa com la cambra aglomerada de la província des que Palpalá va ser sumat al Gran San Salvador de Jujuy, urbs a la qual Perico és en algunes ocasions incorporada, encara que no existeix encara una continuïtat edilicia entre ambdues. Aquestes xifres inclouen els barris Santo Domingo, La Posta i Coll, encara que exclouen la població de l'aeroport Horacio Guzmán.